# سماء تی‌وی
سماء تی‌وی (اردو: سماء) شرکت رسانه‌ای پاکستانی است، که در سال ۲۰۰۷ تأسیس شد.